# Tour de Togo
El Tour de Togo es una competición por etapas organizada en Togo cuya primera edición se disputó en 1989.

## Palmarés desde 2002
| Año  | Ganador             | Segundo           | Tercero            |
| ---- | ------------------- | ----------------- | ------------------ |
| 2002 | Diego Agbéfou       |                   |                    |
| 2003 | Diego Agbéfou       |                   |                    |
| 2004 | Dossouvi Komi       | Dossouvi Kouawovi | Egué Attivi        |
| 2006 | Idrissa Ouedraogo   |                   |                    |
| 2007 | Idrissa Ouedraogo   | Mohammed Ahmed    | Osouma Aminou      |
| 2008 | Bassirou Konté      |                   |                    |
| 2009 | Hamidou Yaméogo     |                   |                    |
| 2010 | Noufou Minoungou    |                   |                    |
| 2011 | Noufou Minoungou    |                   |                    |
| 2012 | Noufou Minoungou    | Mickaël Dhinnin   |                    |
| 2013 | Médéric Clain       | Issiaka Fofana    | Alexis Tourtelot   |
| 2014 | Harouna Ilboudo     | Guy Smet          | Hamidou Yaméogo    |
| 2015 | Seydou Bamogo       | Oumarou Minoungou | Samuel Anim        |
| 2016 | Mathias Sorgho      | Mickaël Hugonnier | Bécaye Traoré      |
| 2017 | Issiaka Cissé       | Pascal Bousquet   | Niels van der Pijl |
| 2018 | Abdoul Aziz Nikiéma | Sander Cordeel    | Karamoko Bamba     |
| 2019 | Julian Hellmann     | Paul Daumont      | Sam Van de Mieroop |

## Palmarés por países
| País            | Victorias |
| --------------- | --------- |
| Burkina Faso    | 10        |
| Togo            | 3         |
| Costa de Marfil | 2         |
| Francia         | 1         |
| Alemania        | 1         |